# Lucy Robinson
Lucy Jane Robinson (* 7. September 1968 in Worthing, West Sussex) ist eine britische Theater- und Filmschauspielerin.

## Leben
Lucy Robinson wurde 1968 als Tochter des britischen Showmasters Robert Robinson (1927–2011) und von dessen Frau Josee Robinson in West Sussex geboren. Sie hat eine Schwester, Susie, und einen Bruder, Nicholas. Ab 1991 kam sie in zahlreichen britischen Fernsehproduktionen als Darstellerin zum Einsatz. Von 1994 bis 1995 war sie in 24 Folgen der Fernsehserie Revelations zu sehen. In dem sehr erfolgreichen BBC-Mehrteiler Stolz und Vorurteil, einer Verfilmung des gleichnamigen Romans von Jane Austen, spielte sie 1995 neben Jennifer Ehle und Colin Firth die Rolle der hochnäsigen Mrs. Hurst. Mit Emma folgte 1996 eine weitere Austen-Adaption für das Fernsehen, in der Robinson neben Kate Beckinsale als Mrs. Elton auftrat. In der Filmkomödie Bridget Jones – Am Rande des Wahnsinns (2004), deren Buchvorlage von Helen Fielding auf Stolz und Vorurteil verweist, erhielt sie neben Renée Zellweger und Colin Firth eine kleine Nebenrolle.
Zumeist ist Robinson jedoch in Fernsehserien zu sehen, wie in Doctors, Doctor Who, EastEnders, The IT Crowd oder Coronation Street. Mit Anna Chancellor, die in Stolz und Vorurteil ihre Schwester Caroline Bingley gespielt hatte, war sie von 2006 bis 2007 in elf Folgen der satirischen Comedyserie Suburban Shootout – Die Waffen der Frauen zu sehen. 2009 trat Robinson in Noël Cowards Bühnenstück Fröhliche Geister am Nottingham Playhouse auf. Zuvor hatte sie bereits in dem Coward-Stück Present Laughter am Londoner West End auf der Bühne gestanden.
Seit 1999 ist Robinson mit dem Schauspieler Nicholas Murchie verheiratet. Aus dieser Verbindung ging 2001 ein Sohn hervor. Gemeinsam leben sie in London.

## Filmografie (Auswahl)
- 1991: Clarissa (TV-Miniserie)
- 1994: Heartbeat (TV-Serie, drei Folgen)
- 1994–1995: Revelations (TV-Serie, 24 Folgen)
- 1995: Stolz und Vorurteil (Pride and Prejudice) (TV-Miniserie)
- 1996: Emma (TV-Film)
- 1996: Inspektor Fowler – Härter als die Polizei erlaubt (The Thin Blue Line) (TV-Serie, drei Folgen)
- 1996/2002: Casualty (TV-Serie, zwei Folgen)
- 1997: Harry Enfields ganz alltägliche Grausamkeiten (Harry Enfield and Chums) (TV-Serie, eine Folge)
- 1998: Dressing for Breakfast (TV-Serie, drei Folgen)
- 1998: A Rather English Marriage (TV-Film)
- 1998–2002: The Bill (TV-Serie, drei Folgen)
- 1999: Big Bad World (TV-Serie, eine Folge)
- 1999: Rosamunde Pilcher – Das große Erbe (TV-Film)
- 2001: Peak Practice (TV-Serie, eine Folge)
- 2002: Barbara (TV-Serie, eine Folge)
- 2002: The Biographer (TV-Film)
- 2002: Hautnah – Die Methode Hill (Wire in the blood) (TV-Serie, eine Folge)
- 2003: Down to Earth (TV-Serie, eine Folge)
- 2003: A Touch of Frost (TV-Reihe, eine Folge)
- 2003–2020: Cold Feet (TV-Serie, 16 Folgen)
- 2004: Bridget Jones – Am Rande des Wahnsinns (Bridget Jones: The Edge of Reason)
- 2004: Family Affairs (TV-Serie, eine Folge)
- 2004: Rosemary & Thyme (TV-Serie, drei Folgen)
- 2004–2019: Doctors (TV-Serie, sechs Folgen)
- 2005–2014: Holby City (TV-Serie, vier Folgen)
- 2006: Doctor Who (TV-Serie, eine Folge)
- 2006–2007: Suburban Shootout – Die Waffen der Frauen (Suburban Shootout) (TV-Serie, elf Folgen)
- 2007: Lewis – Der Oxford Krimi – Späte Sühne (Lewis – Expiation) (TV-Reihe, eine Folge)
- 2007: The Royal (TV-Serie, zwei Folgen)
- 2007: Sex, the City and Me (TV-Film)
- 2007: Doc Martin (TV-Serie, eine Folge)
- 2008: EastEnders (TV-Serie, vier Folgen)
- 2008: The IT Crowd (TV-Serie, eine Folge)
- 2009: Du bist tot (U Be Dead) (TV-Film)
- 2010: New Tricks – Die Krimispezialisten (New Tricks) (TV-Serie, eine Folge)
- 2011: Best Exotic Marigold Hotel (The Best Exotic Marigold Hotel)
- 2012: Being Human (TV-Serie, eine Folge)
- 2013: Call the Midwife – Ruf des Lebens (Call the Midwife) (TV-Serie, eine Folge)
- 2013: Coronation Street (TV-Serie, fünf Folgen)
- 2016: The Hollow Crown (TV-Serie, zwei Folgen)
- 2019: London Kills (TV-Serie, eine Folge)